# Hưng An, Quế Lâm
Hưng An (tiếng Trung: 兴安, bính âm: Quánzhōu, Hán Việt: Hưng An) là một huyện thuộc thành phố Quế Lâm, Khu tự trị dân tộc Choang Quảng Tây, Cộng hòa Nhân dân Trung Hoa. Huyện Toàn Châu có diện tích 2.345 km², dân số 370.000 người, mã số bưu chính 541300, huyện lỵ ở trấn Hưng An.

## Các đơn vị hành chính
Huyện Hưng An có các đơn vị hành chính sau:
- Trấn: Hưng An (兴安), Nghiêm Quan (严关), Dung Giang (溶江), Giới Thủ (界首), Tương Li (湘漓), Cao Thượng (高尚).
- Hương: Thôi Gia (崔家), Bạch Thạch (白石), Mạc Xuyên (漠川).
- Hương dân tộc: Hoa Giang Dao tộc (华江瑶族).